# 北京オリンピックを支援する議員の会
北京オリンピックを支援する議員の会（ペキンオリンピックをしえんするぎいんのかい）は、日本の国会議員達が集まり、2008年に中華人民共和国の北京で開催された北京オリンピックを支援した超党派の議員連盟。

## 概要
北京オリンピックの支援を目的とした世界で唯一の超党派の議員連盟である。
2006年12月に河野洋平衆議院議長が日本国際貿易促進協会（国貿促）会長の身分で北京を訪問し、胡錦濤国家主席との会談を行った。この会談の模様は人民日報1面トップに写真入りで報じられた。会談の席上胡主席が、半世紀に渡る国貿促の貢献に対し謝意を述べると共に、北京オリンピックを支援する国会議員の会を作るよう河野会長に依頼した。その依頼を受けて翌2007年2月20日に発起人会が開かれ、発起人会会長に河野、幹事長に野田毅元自治相が選出された。
同3月26日には王毅駐日中華人民共和国大使を招いて東京で設立総会が開かれ、41人の国会議員が出席した。河野が会長に、福田康夫元官房長官（のち内閣総理大臣）が副会長に、野田が幹事長に、中川秀直と鳩山由紀夫が会長代理にそれぞれ選出された。200名以上の国会議員が参加していた。
2008年5月、胡錦涛国家主席と河野ら会のメンバーが会見し、同年8月の北京オリンピックの開会式には副会長で当時の首相であった福田が出席した。

## 役職および会員の国会議員
会長
- 河野洋平	自民党（衆議院議長だったため党籍離脱） 衆議院神奈川17区

会長代理
- 中川秀直 自民党	衆議院広島4区
- 鳩山由紀夫 民主党	衆議院北海道9区

副会長
- 加藤紘一	自民党	衆議院
- 高村正彦	自民党	衆議院
- 古賀誠	自民党	衆議院
- 島村宜伸	自民党	衆議院
- 谷垣禎一	自民党	衆議院
- 中馬弘毅	自民党	衆議院
- 津島雄二	自民党	衆議院

- 二階俊博	自民党	衆議院
- 額賀福志郎	自民党	衆議院
- 福田康夫	自民党	衆議院
- 町村信孝	自民党	衆議院
- 森山眞弓	自民党	衆議院
- 山崎拓	自民党	衆議院
- 片山虎之助	自民党	参議院
- 岡田克也 民主党 衆議院

- 川端達夫 民主党 衆議院
- 輿石東 民主党 参議院
- 田名部匡省 民主党 参議院
- 北側一雄 公明党 衆議院
- 漆原良夫 公明党 衆議院

顧問
- 海部俊樹	自民党	衆議院
- 小泉純一郎	自民党	衆議院
- 森喜朗	自民党	衆議院
- 青木幹雄	自民党	参議院
- 小沢一郎 民主党 衆議院

- 羽田孜 民主党 衆議院
- 横路孝弘 民主党 衆議院
- 渡部恒三 民主党 衆議院
- 今泉昭 民主党 非議員（引退）
- 小川敏夫 民主党 参議院

- 綿貫民輔 国民新党 衆議院
- 志位和夫 共産党 衆議院
- 福島瑞穂 社民党 参議院

幹事長
- 野田毅	自民党	衆議院

幹事長代理
- 大島理森	自民党	衆議院

副幹事長
- 逢沢一郎	自民党	衆議院
- 石原伸晃	自民党	衆議院
- 衛藤征士郎	自民党	衆議院
- 川崎二郎	自民党	衆議院

- 河村建夫	自民党	衆議院
- 斉藤斗志二	自民党	衆議院
- 船田元	自民党	衆議院
- 保利耕輔	自民党	衆議院
- 小野清子	自民党	参議院

- 中曽根弘文	自民党	参議院
- 真鍋賢二	自民党	非議員（落選中）
- 赤松広隆 民主党 衆議院

幹事
- 伊藤信太郎	自民党	衆議院
- 井上信治	自民党	衆議院
- 今津寛	自民党	衆議院
- 遠藤利明	自民党	衆議院
- 大村秀章	自民党	衆議院
- 小野寺五典	自民党	衆議院
- 小渕優子	自民党	衆議院
- 岸田文雄	自民党	衆議院
- 北川知克	自民党	衆議院

- 木村義雄	自民党	衆議院
- 竹下亘	自民党	衆議院
- 谷本龍哉	自民党	衆議院
- 西村明宏	自民党	衆議院
- 荻原健司	自民党	参議院
- 武見敬三	自民党	参議院
- 林芳正	自民党	参議院
- 山本一太	自民党	参議院
- 奥村展三 民主党 衆議院

- 近藤昭一 民主党 衆議院
- 長安豊 民主党 衆議院
- 北澤俊美 民主党 参議院
- 田端正広 公明党 衆議院
- 穀田恵二 共産党 衆議院
- 小池晃 共産党 参議院
- 照屋寛徳 社民党 衆議院

事務総長
- 小坂憲次	自民党	衆議院

事務局長
- 鈴木恒夫	自民党	衆議院

事務局次長
- 馳浩	自民党	衆議院
- 橋本聖子	自民党	参議院
- 藤村修 民主党 衆議院

メンバー
- 愛知和男	自民党	衆議院
- あかま二郎	自民党	衆議院
- 安次富修	自民党	衆議院
- 麻生太郎	自民党	衆議院
- 石田真敏	自民党	衆議院
- 伊藤公介	自民党	衆議院
- 伊藤忠彦	自民党	衆議院
- 猪口邦子	自民党	衆議院
- 今井宏	自民党	衆議院
- 井脇ノブ子	自民党	衆議院
- 江崎鉄磨	自民党	衆議院
- 江渡聡徳	自民党	衆議院
- 大野松茂	自民党	衆議院
- 岡下信子	自民党	衆議院
- 奥野信亮	自民党	衆議院
- 鍵田忠兵衛	自民党	衆議院
- 加藤勝信	自民党	衆議院
- 金子善次郎	自民党	衆議院
- 上川陽子	自民党	衆議院
- 亀井善太郎	自民党	衆議院
- 亀岡偉民	自民党	衆議院
- 河井克行	自民党	衆議院
- 北村茂男	自民党	衆議院
- 北村誠吾	自民党	衆議院
- 木原誠二	自民党	衆議院
- 木村勉	自民党	衆議院
- 河野太郎	自民党	衆議院

- 後藤茂之	自民党	衆議院
- 後藤田正純	自民党	衆議院
- 桜井郁三	自民党	衆議院
- 櫻田義孝	自民党	衆議院
- 佐田玄一郎	自民党	衆議院
- 塩谷立	自民党	衆議院
- 新藤義孝	自民党	衆議院
- 菅原一秀	自民党	衆議院
- 鈴木馨祐	自民党	衆議院
- 関芳弘	自民党	衆議院
- 園田博之	自民党	衆議院
- 平将明	自民党	衆議院
- 高木毅	自民党	衆議院
- 武田良太	自民党	衆議院
- 竹本直一	自民党	衆議院
- 田中和徳	自民党	衆議院
- 谷公一	自民党	衆議院
- 土屋品子	自民党	衆議院
- 土屋正忠	自民党	衆議院
- 土井亨	自民党	衆議院
- 土井真樹	自民党	衆議院
- 冨岡勉	自民党	衆議院
- 中野清	自民党	衆議院
- 中山成彬	自民党	衆議院
- 並木正芳	自民党	衆議院
- 西村康稔	自民党	衆議院
- 西本勝子	自民党	衆議院

- 丹羽秀樹	自民党	衆議院
- 野田聖子	自民党	衆議院
- 萩生田光一	自民党	衆議院
- 橋本岳	自民党	衆議院
- 林幹雄	自民党	衆議院
- 原田憲治	自民党	衆議院
- 広津素子	自民党	衆議院
- 藤野真紀子	自民党	衆議院
- 牧原秀樹	自民党	衆議院
- 松島みどり	自民党	衆議院
- 松浪健四郎	自民党	衆議院
- 松本純	自民党	衆議院
- 松本文明	自民党	衆議院
- 三ツ林隆志	自民党	衆議院
- 三原朝彦	自民党	衆議院
- 山口俊一	自民党	衆議院
- 山本明彦	自民党	衆議院
- 山本幸三	自民党	衆議院
- 吉川貴盛	自民党	衆議院
- 渡辺具能	自民党	衆議院
- 秋元司	自民党	参議院
- 浅野勝人	自民党	参議院
- 有村治子	自民党	参議院
- 魚住汎英	自民党	参議院
- 岡田直樹	自民党	参議院
- 岡田広	自民党	参議院
- 金田勝年	自民党	参議院

- 加納時男	自民党	参議院
- 岸宏一	自民党	参議院
- 木村仁	自民党	参議院
- 山東昭子	自民党	参議院
- 鈴木政二	自民党	参議院
- 伊達忠一	自民党	参議院
- 谷川秀善	自民党	参議院
- 田村耕太郎	自民党	参議院
- 常田享詳	自民党	参議院
- 保坂三蔵	自民党	参議院
- 松田岩夫	自民党	参議院
- 山本順三	自民党	参議院
- 吉田博美	自民党	参議院
- 若林正俊	自民党	参議院
- 泉健太 民主党 衆議院
- 市村浩一郎 民主党 衆議院
- 内山晃 民主党 衆議院
- 加藤公一 民主党 衆議院
- 楠田大蔵 民主党 衆議院
- 古賀一成 民主党 衆議院
- 神風英男 民主党 衆議院
- 仙谷由人 民主党 衆議院
- 高木義明 民主党 衆議院
- 田名部匡代 民主党 衆議院
- 長浜博行 民主党 衆議院
- 平岡秀夫 民主党 衆議院
- 平野博文 民主党 衆議院

- 細川律夫 民主党 衆議院
- 前田雄吉 民主党 衆議院
- 村井宗明 民主党 衆議院
- 横光克彦 民主党 衆議院
- 家西悟 民主党 参議院
- 池口修次 民主党 参議院
- 江田五月 民主党 参議院
- 尾立源幸 民主党 参議院
- 木俣佳丈 民主党 参議院
- 黒岩宇洋 民主党 参議院
- 郡司彰 民主党 参議院
- 鈴木寛 民主党 参議院
- 千葉景子 民主党 参議院
- 角田義一 民主党 参議院
- 広田一 民主党 参議院
- 福山哲郎 民主党 参議院
- 松下新平 民主党 参議院

- 梁瀬進 民主党 参議院
- 山下八洲夫 民主党 参議院
- 渡辺秀央 民主党 参議院
- 池坊保子 公明党 衆議院
- 石井啓一 公明党 衆議院
- 石田祝稔 公明党 衆議院
- 井上義久 公明党 衆議院
- 江田康幸 公明党 衆議院
- 斉藤鉄夫 公明党 衆議院
- 佐藤茂樹 公明党 衆議院
- 高木美智代 公明党 衆議院
- 東順治 公明党 衆議院
- 福島豊 公明党 衆議院
- 冬柴鐵三 公明党 衆議院
- 荒木清寛 公明党 参議院
- 風間昶 公明党 参議院
- 加藤修一 公明党 参議院
- 高野博師 公明党 参議院
- 遠山清彦 公明党 参議院

- 西田実仁 公明党 参議院
- 浜田昌良 公明党 参議院
- 弘友和夫 公明党 参議院
- 松あきら 公明党 参議院
- 渡辺孝男 公明党 参議院
- 鰐淵洋子 公明党 参議院
- 石井郁子 共産党 衆議院
- 笠井亮 共産党 衆議院
- 市田忠義 共産党 参議院
- 井上哲士 共産党 参議院
- 緒方靖夫 共産党 衆議院
- 紙智子 共産党 衆議院
- 仁比聡平 共産党 衆議院
- 亀井郁夫 国民新党 参議院
- 下地幹郎 国民新党 衆議院
- 鈴木宗男 無所属 衆議院
- 荒井広幸 改革クラブ 参議院

合計225人の衆参両院の議員が会に参加している。